# SkiFree
SkiFree — аркадная компьютерная игра, разработанная программистом в Microsoft Крисом Пири (англ. Chris Pirih). Игровой процесс представляет собой езду на лыжах по бесконечному склону и избегание различных препятствий.

## История
Крис Пири написал SkiFree на языке C на своем домашнем компьютере в процессе тренировки навыков и развлечения. Эта игра привлекла внимание менеджера Microsoft Entertainment Pack, когда тот играл в свою игру на работе, впоследствии эту игру включили в следующий пакет Entertainment Pack.
Игра была показана на Best of Windows Entertainment Pack и стала доступна на оригинальном Macintosh. Также SkiFree был внесен в семерку игр The Best of Entertainment Pack выпущенный Game Boy Color в 2001 году.
В 1993 году Крис Пири начал разработку второй версии игры, но проект был утерян среди других проектов, так как исходный код был потерян. Позже, он был выпущен в 2008 году.
Так как SkiFree выпускалась на 16-разрядных операционных системах, с этой игрой были проблемы на более новых версиях Windows из-за несовместимости с операционной системой. Крис заявил, что пользователи Windows XP могут настроить операционную систему для запуска 16-разрядных программ. Также эта проблема решается запустив игру в Windows 3.1 на DosBox.
4 апреля 2005 года, он объявил, что нашёл исходные коды и о написании 32-разрядной версии SkiFree. Обновлённая версия доступна на официальном сайте SkiFree.

## Игровой процесс
Имеется четыре режима игры:
- Free-style (для того, чтобы заработать «очки стиля» надо делать сальто, обходить кочки и т. д).
- Слалом (надо пройти открытую слалому как можно быстрее).
- Слалом с деревьями (то же самое что и слалом, но сложнее).
- Свободный режим.

На пути лыжника попадаются препятствия, при столкновении с которыми персонаж падает, теряя игровые очки и время.
В игре можно дополнительно включить «быстрый режим» с помощью кнопки «F».
Элементы ландшафта, с которыми можно столкнуться:
- Деревья — большие, маленькие и мертвые. Мертвые деревья поджигаются при быстром столкновении.
- Камни.
- Трамплин — имеет разноцветные полосы, который поднимает вас вверх.
- Пни.
- Кочки — один или группами.
- Столб, который держит и перемещает наземные кресла.
- Слалом знаки.

Движущиеся объекты:
- Начинающие лыжники.
- Сноубордисты.
- Собаки.
- Перемещающиеся деревья.

### Снежный монстр

Снежный монстр

После прохождения выбранного задания игра не заканчивается, а игрока начинает догонять «Снежный монстр» в случае, если он замечает игрока. Если догонит, то он съест персонажа, и продолжить спуск не получится.
Монстр появляется после отметки 1500 метров и преследует игрока вниз на высокой скорости. Через 20-30 метров появляется другой монстр, который также будет преследовать лыжника. В «быстром режиме» от этих монстров можно уйти. После преодоления 2000 метров лыжника перемещают на −2000 метров, и спуск начинается снова. Если лыжник возвращается на начальную зону появления, то монстр останавливается.
Также можно встретить монстров, если лыжник поднимается на 125 метров вверх или перемещается по склону на 500 метров влево или вправо от места появления.

## Влияние
В феврале 2020 года в качестве пасхального яйца в Microsoft Edge на базе Blink была добавлена игра Surf, с правилами, идентичными SkiFree. Доступ к игре появляется либо при проблемах с подключением к Интернету, либо при открытии страницы edge://surf/ (аналогично Dino T-Rex в Google Chrome).
В отличие от оригинального SkiFree, в Surf используется тематика серфинга, в частности, вместо Снежного монстра, игрока преследует существо, похожее на Кракена. Имеется три режима игры: free-style, зиг-заг и на время. Есть опции «пониженной скорости» и «высокой видимости». Кроме того, в Surf есть поддержка геймпадов Xbox.